# 나그네 (프로게이머)
나그네(본명: 김상문, 1994년 9월 4일 ~ )는 대한민국의 전직 리그 오브 레전드 프로게이머이다. 선수 시절 아이디는 Nagne이며 포지션은 미드라이너였다. 현재 한화생명 e스포츠의 2군 감독을 맡고 있다.

## 선수 시절
2013년 엔다이 거츠에 입단하면서 프로 커리어를 시작했다.
2013년 6월, 나진 블랙 소드에 입단했다. 서머 시즌 NLB 결승전에서 프로 데뷔전을 치렀다. 리그 오브 레전드 월드 챔피언십 시즌 3에서 식스맨으로 로스터에 포함되며 참가했다.
2013-2014 윈터 시즌에서는 펭과 주전 경쟁을 하면서 번갈아 출전했다. NLB에서는 주전으로 활동했다. 스프링 시즌동안 팀의 주전으로 활동했다.
2014년 5월, KT 롤스터 불리츠에 입단했다. 서머 시즌에서는 주전으로 활동했지만 16강에서 탈락했다.
2015 스프링 시즌에서는 초반 좋지 못한 모습을 보여주었지만 이후 점차 반등하는 모습을 보여주었다. 서머 시즌에서는 엣지에게 주전을 뺏기기도 했지만 이후 점차 주전 자리로 도약했다. 2015년 7월 10일에 치러진 CJ 엔투스와의 경기에서는 펜타킬을 기록하기도 했다. 리그 오브 레전드 월드 챔피언십 2015에서는 로스터에 포함되면서 출전했다. 롤드컵에서는 주전으로 출전했지만 부족한 점을 드러내기도 했다. 팀은 8강에서 KOO 타이거즈에게 탈락했다. 2015시즌 종료 후 팀에서 퇴단했다.
2016년 5월, 완유 드림에 입단했다. 2부리그 강등권으로 내려갔지만 잔류에 성공했다. 2016시즌 종료 후 팀에서 퇴단했다.
2017년 5월, 닌자스 인 파자마스에 입단했다. 하지만 좋지 못한 모습을 보여주었다. 2017년 10월, 팀에서 퇴단했다.
2019시즌을 앞두고 베식타시 e스포츠에 입단했다. 2019년 3월 30일, 팀에서 퇴단했다.

## 지도자 경력
2022년 4월, 한화생명 e스포츠의 아카데미팀 코치로 부임했다.
2023시즌을 앞두고 팀의 2군 감독으로 승격되었다.

## 소속팀

### 선수
| # | 팀명               | 소속 기간             | 소속 리그 | 비고 |
| - | ------------------ | --------------------- | --------- | ---- |
| 1 | 엔다이 거츠        | 2013.03~2013.06       |           |      |
| 2 | 나진 블랙 소드     | 2013.06.21~2014.05.16 | LCK       |      |
| 3 | KT 롤스터 불리츠   | 2014.05.16~2015.12.01 | LCK       |      |
| 4 | 완유 드림          | 2016.05.10~2016.12    | LSPL      |      |
| 5 | 닌자스 인 파자마스 | 2017.05.23~2017.10.17 | LEC       |      |
| 6 | 베식타시 e스포츠   | 2018.12.20~2019.03.20 | TCL       |      |

### 지도자
| # | 팀명             | 직책            | 소속 기간             | 소속 리그 | 비고 |
| - | ---------------- | --------------- | --------------------- | --------- | ---- |
| 1 | 한화생명 e스포츠 | 아카데미팀 코치 | 2022.04.20~2022.11.30 | LCK       |      |
| 2 | 한화생명 e스포츠 | 2군 감독        | 2022.11.30~           | LCK       |      |

## 수상 내역
- 기가바이트 나이스게임TV 리그 오브 레전드 배틀 서머 2013 우승
- 리그 오브 레전드 월드 챔피언십 시즌 3 4강
- ZOTAC 나이스게임TV 리그 오브 레전드 배틀 윈터 2013-2014 준우승
- 빅파일 나이스게임TV 리그 오브 레전드 배틀 스프링 2014 준우승
- 리그 오브 레전드 챔피언스 코리아 서머 2015 준우승